# Pere Adrover Baixeras
Pere Adrover Baixeras (Alcúdia, 20 de gener de 1946- 5 d'abril 2015) fou mestre d'escola, batle d'Alcúdia i Jutge de Pau.
Estudià magisteri a l'Escola Nacional de Magisteri de Palma i des de l'any 1965 és mestre i fou el primer batle democràtic d'Alcúdia per UCD (Unió de Centre Democràtic) durant l'època de la transició entre 1979-1983. Fou president de la Biblioteca de Ca'n Torró d'Alcúdia entre 1998 i 1999, i vicepresident de la Colonya Caixa de Pensions de Pollença. Fou nomenat jutge de pau a Alcúdia en 2009.
Va morir el primer diumenge de abril de l'any 2015 a Alcúdia.